# Hjalmar Nilsson (högerpolitiker)
Hjalmar Nilsson (i riksdagen kallad Nilsson i Alnarp), född 6 juni 1886 i Svensköps församling, Malmöhus län, död 10 juli 1961 i Burlövs församling, Malmöhus län, var en svensk agronom, rektor och politiker (högern).
Hjalmar Nilsson var son till lantbrukaren Nils Persson. Efter studier vid Hvilans folkhögskola och lantmannaskola genomgick han Alnarps lantbruksinstitut 1911–1913. Nilsson var förvaltarassistent vid Alnarps egendom 1913 samt tillförordnad förvaltare för lantbruksskolan. 1915 utsågs han till föreståndare för -Ljungby lantmannaskola, 1918 återvände han till Alnarp som föreståndare för lantbruksskolan och förvaltare av egendomen. Vid omorganisationen 1933 utnämndes Nilsson till föreståndare för lantbruksavdelningen vid Alnarsp lantbruks-, mejeri- och trädgårdsinstitut och till lärare i lantbruksekonomi vid institutet. Från 1941 var han även Alnarps rektor. Han gjorde studieresor till Danmark, Tyskland, Nederländerna och Belgien. Bland hans uppdrag märks de som ledamot av stiftsnämnden i Lunds stift från 1940 och ordförande i styrelsen för Hvilans folkhögskola från samma år. Nilsson valdes till ledamot av Lantbruksakademien 1939. Från 1938 var han ledamot av Malmöhus läns landsting.
Nilsson var riksdagsledamot i första kammaren 1948–1952, invald i Malmöhus läns valkrets. Han var även ordförande i styrelsen för Avelsföreningen för svenskt låglandsboskap och i styrelsen för Sveriges oljeväxtodlarförening.
Nilsson utgav Nötboskapens utfordring (1937, tillsammans med A. Örborn, 3:e upplagan 1940), Svinskötsel (1939, tillsammans med A. Örborn) och Jorbruksekonomi (1941, tillsammans med Ludvig Nanneson och Gustav Ytterborn).